# 105-mm-Howitzer M102
Die 105-mm-Haubitze M102 ist ein leichtes, luftverlastbares Artilleriegeschütz der United States Army. Es wird seit 1966 von den US-Streitkräften eingesetzt. Die aktiven Einheiten der US Army nutzen aber seit Anfang der 1990er-Jahre das Nachfolgemodell 105-mm-Howitzer M119.

## Geschichte
Als Nachfolger der veralteten M101 – die noch aus dem Zweiten Weltkrieg stammte – entwickelt, wurde die neue Haubitze ab März 1966 von den US-Streitkräften eingeführt. Bis 1970 wurde das Vorgängermodell dann nahezu vollständig ersetzt. Eingesetzt wurde die M102 im Vietnamkrieg, wo sie als leichte Unterstützungswaffe für luftmobile Einheiten diente, aber auch Einheiten der sogenannten Brown-water Navy setzten die Waffe auf verschiedenen Pontons als schwimmende Artillerieunterstützung ein. Während der US-Invasion in Grenada wurde die M102 ebenfalls als Unterstützungswaffe für die Luftlandeverbände eingesetzt, gleiches geschah während der Operationen Desert Shield und Desert Storm. Anfang der 1990er-Jahre begann die US Army mit der Ausmusterung der Waffe, heute wird die Haubitze nur noch von einigen Einheiten der Nationalgarde eingesetzt.
Die M102 wird auch in den schweren Angriffsflugzeugen AC-130 Gunship eingesetzt.

## Technik

### Geschütz
Das 5,2 Meter lange und 2 Meter breite Geschütz ist mit 1,3 Tonnen Gewicht nur knapp halb so schwer wie sein Vorgänger M101. Es verfügt über eine absenkbare Bodenplatte, die Räder werden in Feuerposition hochgeklappt, dadurch ist das Geschütz schnell um 360° drehbar. Der Schwenkbereich in Höhenrichtung reicht von −5° bis +75°. Die Zugstange ist einteilig und dient als Abstützung während des Feuerns. Die Mündungsgeschwindigkeit der Geschosse beträgt 464 Meter pro Sekunde, der Rückstoß wird durch einen hydraulischen Rohrrücklauf gebremst.

### Munition
Die M102 verwendet dieselbe Munition wie die 105-mm-Kanonenhaubitze M101. Verwendet wird patronierte Munition. Diese besteht aus einer Granate mit einer aufgesteckten Kartusche aus Messing. Die Kartuschen sind entweder von Werk aus mit Kartuschbeuteln (Zonenladungen) beladen und auf die Granate aufgesteckt oder werden kurz vor dem Einsatz im Feld beladen und aufgesteckt. Verwendet werden 1 bis 7 M67-Standard-Zonenladungen. Mit dem 105-mm-NATO-Standardgeschoss M1  wird bei einer Mündungsgeschwindigkeit von 494 m/s eine maximale Schussdistanz von 11,5 km erreicht. Mit der M548 HERA-Sprenggranate mit Raketenantrieb beträgt die maximale Schussdistanz rund 15,1 km.

## Nutzerstaaten
Daten aus
- Brasilien – 19
- El Salvador – 24
- Guatemala – 8
- Honduras – 24
- Jordanien – 50
- Libanon – 18
- Malaysia – 40
- Saudi-Arabien – 40
- Türkei – unbekannte Anzahl
- Uruguay – 8
- Vietnam – 12
- Vereinigte Staaten – unbekannte Anzahl

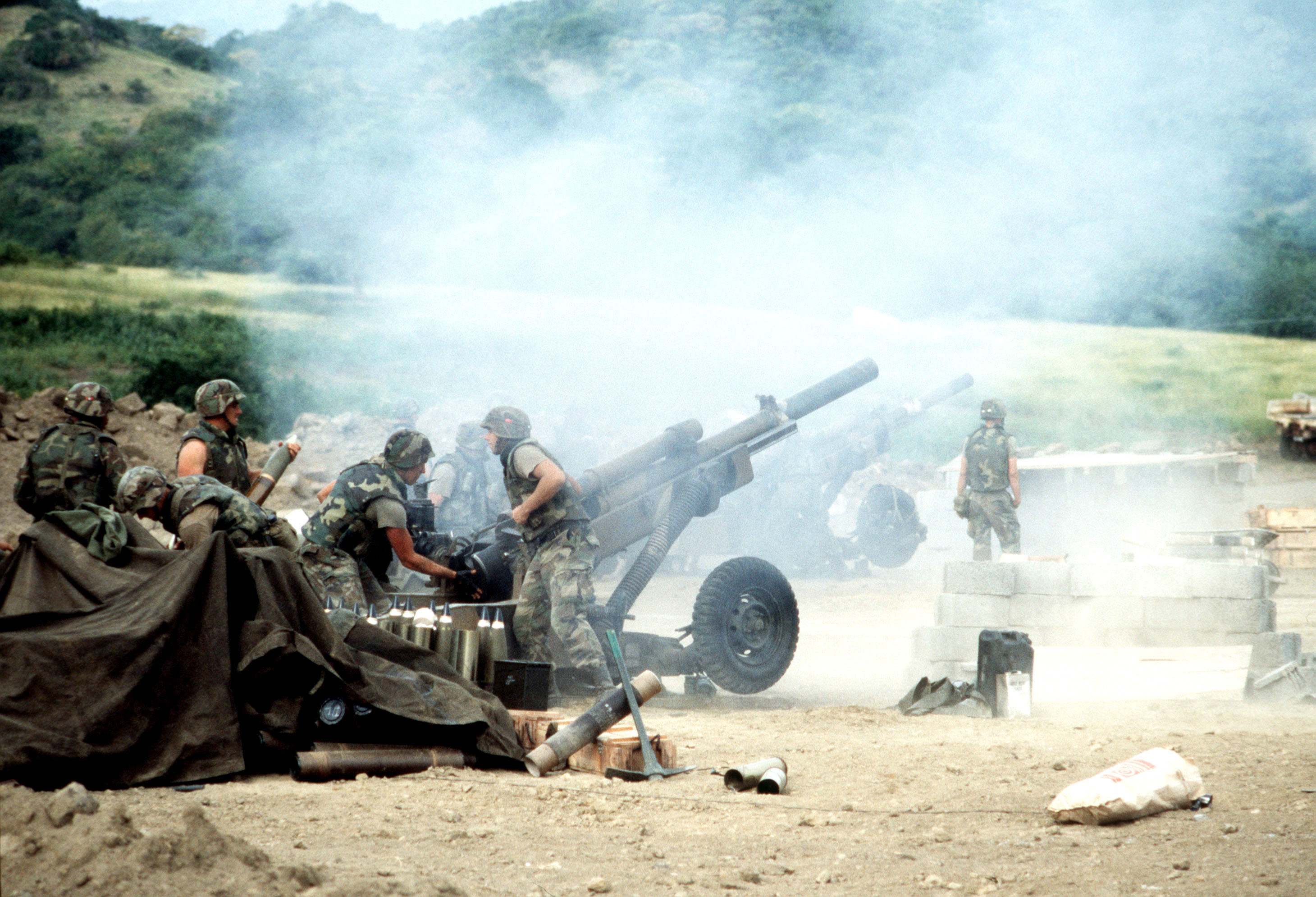
M102-Haubitzen während der Operation Urgent Fury
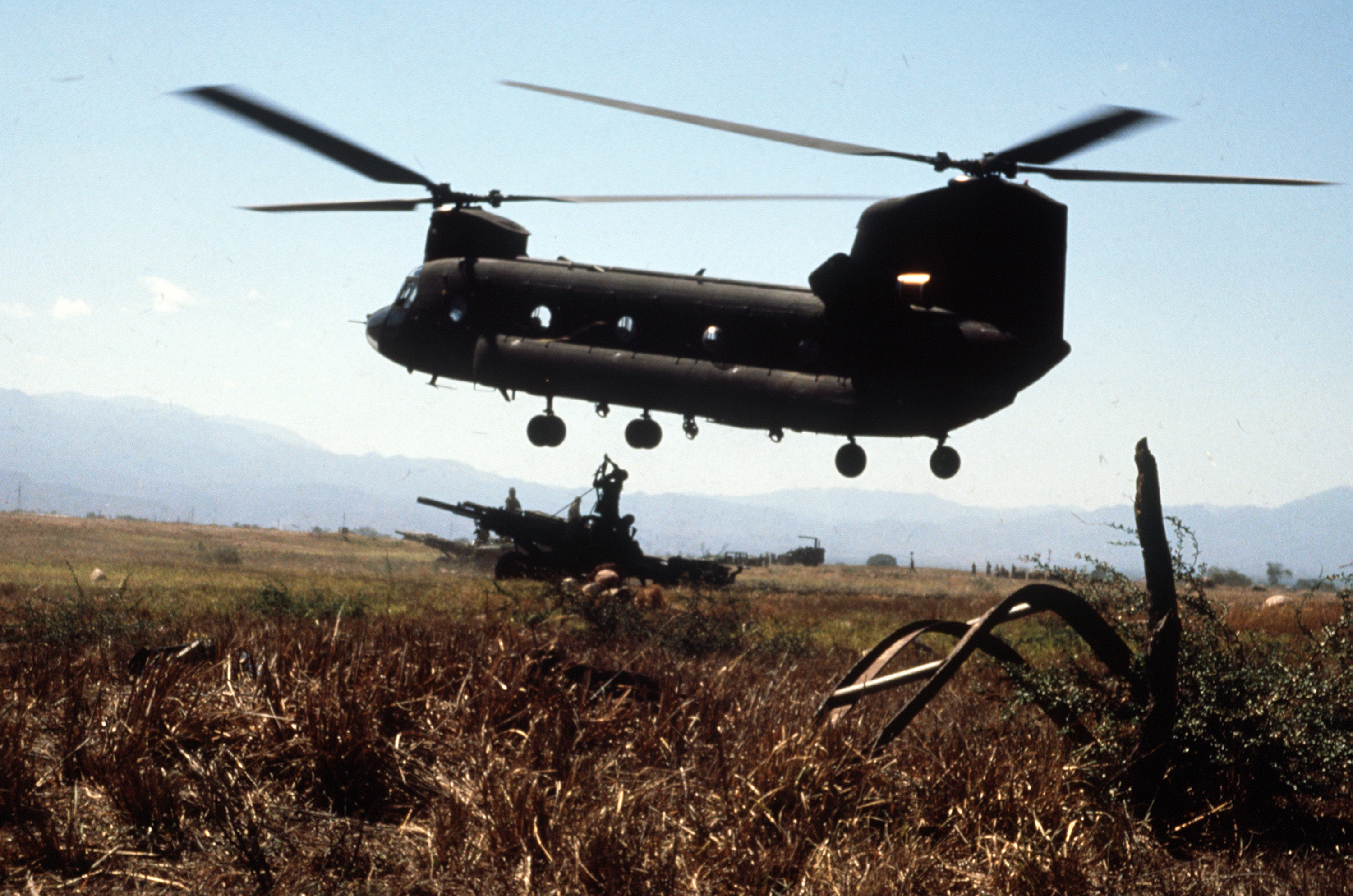
M102 an CH-47-Hubschrauber, 1988